# Försterkreuz bei Feucht

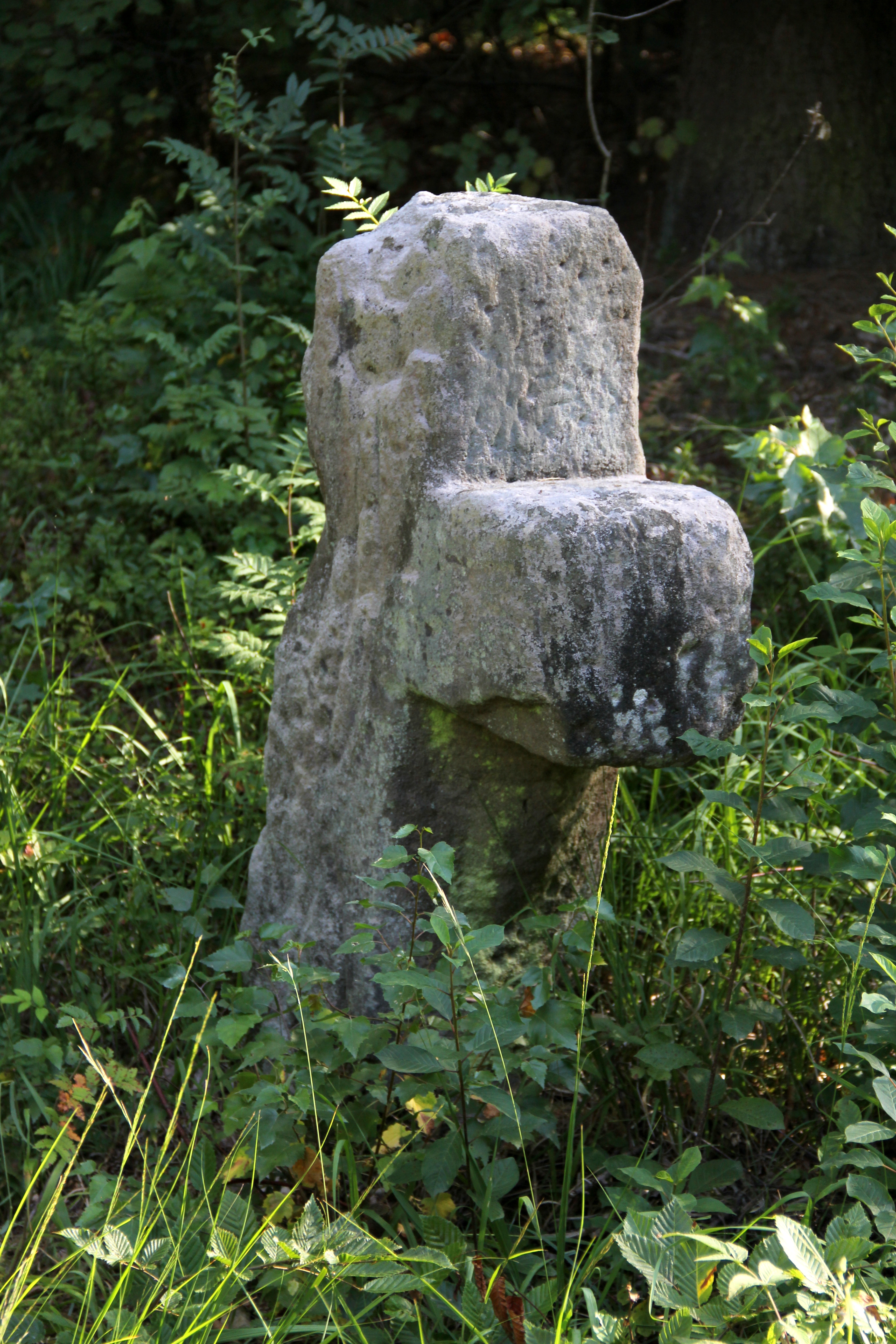
Försterkreuz

Das Försterkreuz ist ein historisches Steinkreuz im gemeindefreien Gebiet Feuchter Forst im mittelfränkischen Landkreis Nürnberger Land in Bayern.

## Lage
Das Steinkreuz befindet sich etwa 1,8 Kilometer nordöstlich des Marktes Feucht, nördlich der Nordtangente an einer Forststraßengabelung.

## Beschreibung

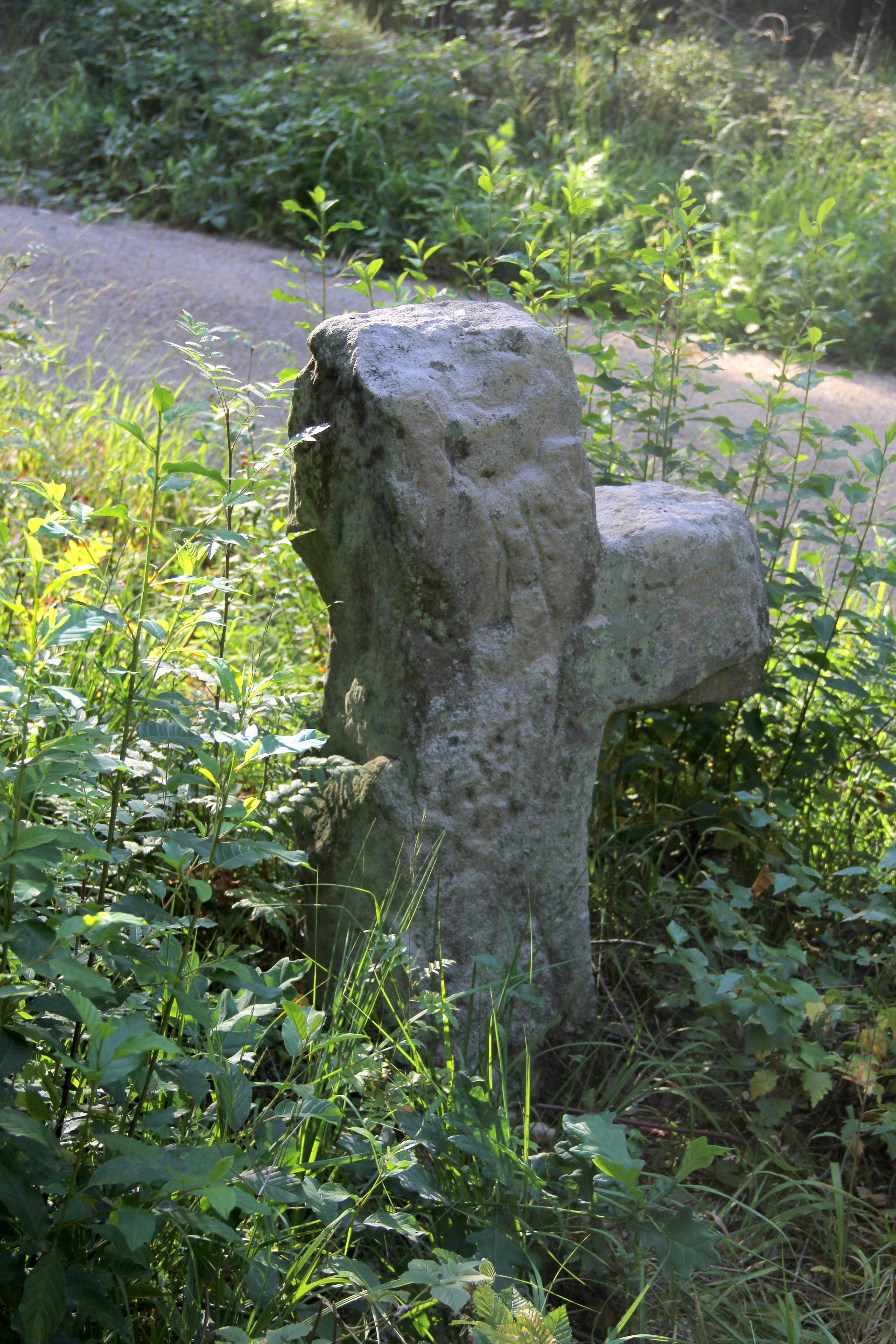
Beschädigung

Der heutige Standort des Sühnekreuzes ist nicht der ursprüngliche Standort. Das Kreuz stand früher etwa einen Kilometer östlich von Feucht. Das Steinkreuz stand ursprünglich nahe der heutigen Firma Atotech (früher Schering Galvanotechnik) (49° 22′ 54,91″ N, 11° 13′ 19,42″ O) und musste dem Bau von Industriegebäuden weichen. Durch die Initiative des ehemaligen Forstamtes Feucht konnte das Kreuz gerettet werden und fand am heutigen Platz einen neuen Standplatz. Die Verwaltung der Bayerischen Staatsforsten hat 2017 vor Ort eine Informationstafel aufgestellt.
Das Kreuz ist aus Sandstein und etwa 115 cm hoch, 55 cm breit und 30 cm tief. Der linke Arm fehlt und an der Vorderseite waren eine Pflugschar und ein Pflugsech eingeritzt. Die Beschädigung soll davon herrühren, dass man hier früher einmal nach Schätzen suchte, wobei dann die goldgierigen Schatzgräber aus Wut über ihren Misserfolg das Kreuz beschädigten. 
An seinem ursprünglichen Standort lag es am Fuße einer Eiche. Um 1900 hatte hier ein Wünschelrutengänger vergrabenes Gold vermutet. Dabei grub man das Kreuz aus, aber fand nichts. Das Kreuz aus Stein blieb liegen, bis 1936 die "Deutsche Steinkreuzforschung" es wieder aufstellte.

## Geschichte und Sage

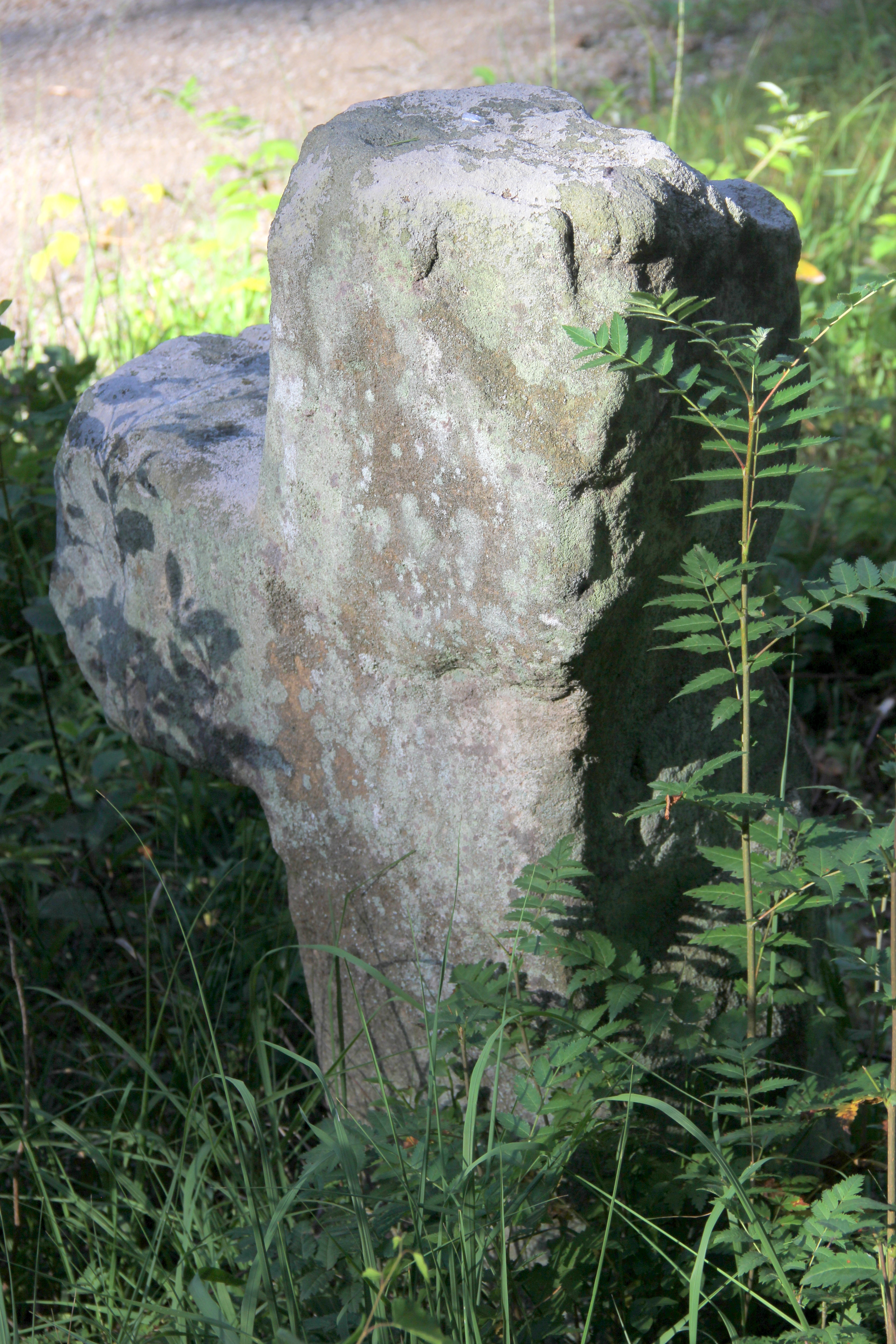
Die Rückseite

Das Relikt dürfte um 1510 entstanden sein. Den Namen Försterkreuz hat es von der Sage, dass hier ein Förster seinen Sohn aus Unvorsichtigkeit erschossen hatte.
Entsprechend der landwirtschaftlichen Einmeißelungen könnte hier aber auch durch einen Unfall ein Bauer ums Leben gekommen sein.